# Clementine von Braunmühl
Clementine von Braunmühl (* 23. November 1833 in Babenhausen; † 9. März 1918 in München) war eine deutsche Kunstlehrerin. Sie war die erste weibliche Dozentin an der Kunstgewerbeschule München.

## Leben
Von Braunmühl schloss eine höhere Töchterschule mit 14 Jahren ab und nahm bereits als junges Mädchen Zeichenunterricht. 1861 zog sie mit ihrer Mutter nach München und besuchte dort die 1868 gegründete private Kunstschule für Mädchen. 1871 wurde sie an der Kunstgewerbeschule München aufgenommen, obwohl zu dieser Zeit eigentlich keine Schülerinnen zugelassen waren, und lernte bei Theodor Spiess (1846–1920). Unter anderem auf ihre Anregung hin wurden schließlich ab 1872 auch Mädchen zum Unterricht zugelassen. Direktor Hermann Dyck bat von Braunmühl persönlich, dort als Aufsichtsdame und Lehrerin zu arbeiten.
Ihre Anstellung als Zeichenlehrerin begann am 1. August 1872; von Braunmühl war längere Zeit die einzige weibliche Lehrkraft. Neben ihrer pädagogischen Tätigkeit erhielt sie verschiedene Aufträge für kunstgewerbliche Entwürfe und für das Bayerische Nationalmuseum in München. Ab 1891 unterrichtete sie zusätzlich Methodik des Zeichenunterrichts. Ihre zu diesem Thema entwickelten Theorien blieben unveröffentlicht.
In den 1880er Jahren setzte von Braunmühl sich weiter für die weibliche Bildung ein. Sie war Mitbegründerin und von 1882 bis 1855 erste Vorsitzende des Münchner Künstlerinnenvereins, an dessen Damenakademie sie von 1885 bis 1888 Kunstgeschichte lehrte. Sie schuf Kontakte zur Württembergischen Webschule in Laichingen, an der sich ihre Schülerinnen weiterbilden konnten. 1895 ging sie in den Ruhestand.
2022 wurde im Münchner Stadtbezirk Au-Haidhausen eine Straße nach ihr benannt.